# Premier Manager 64
Premier Manager 64 (noto anche come Premier Manager 99: Total Football Management) è un videogioco di calcio sviluppato e pubblicato dalla Gremlin Interactive nel 1999 per Nintendo 64 e messo in vendita unicamente in Europa. Il gioco permette all'utente di gestire una squadra di calcio dal punto di vista organizzativo e di controllare i singoli giocatori durante le partite di campionato.